# 5 вёрст
5 вёрст — еженедельные физкультурные мероприятия, проводимые утром (обычно в 9 часов) по субботам в городских парках во многих населенных пунктах России, в которых участнику предлагается самостоятельно преодолеть (бегом, шагом или на инвалидном кресле) дистанцию 5 километров. Являются российским аналогом международных парковых забегов Parkrun. Забеги 5 вёрст были созданы и получили распространение после свёртывания мероприятий Parkrun в России в марте 2022 года.
5 вёрст позиционирован как бесплатный дружеский забег и не относится к числу легкоатлетических соревнований. При этом для зарегистрированных участников присутствует система хронометража, то есть время преодоления дистанции участниками фиксируется и оформляется в виде протокола. Все забеги организованы волонтёрами из числа участников, которые проводят информационное сопровождение мероприятий, разметку трассы, разминку, хронометраж и публикацию результатов.
Первый забег 5 вёрст состоялся в мае 2022 года. По состоянию на 20 февраля 2024 года еженедельно проводилось более 100 забегов 5 вёрст более чем в 50 городах России. Является крупнейшей еженедельной серией парковых забегов в России.

## Организаторы и официальные партнёры
Основателем движения 5 вёрст является Максим Егоров. Официальным партнером мероприятия является РЖД.

## Название и длина дистанции
Пять вёрст составляют 5 км 334 м, в то время как дистанция забегов серии 5 вёрст составляет 5 км. Причинами выбора названия при этом называют национальную ориентированность проекта, а также проведение многими бегунами беговой разминки, протяжённость которой примерно составляет указанные «дополнительные» 334 метра.

## Награды
В 2022 году проект 5 вёрст стал одним из победителей Всероссийского конкурса спортивных проектов «Ты в игре», проводимого АНО «Национальные приоритеты» при поддержке Министерства спорта РФ по федеральному проекту «Спорт — норма жизни» в рамках национального проекта России «Демография».